# Malesherbia densiflora
Malesherbia densiflora är en passionsblomsväxtart som beskrevs av Rodolfo Amando Philippi. Malesherbia densiflora ingår i släktet Malesherbia och familjen passionsblomsväxter. Inga underarter finns listade i Catalogue of Life.